# Myo Min Phyo
Myo Min Phyo ist ein myanmarischer Fußballspieler.

## Karriere
Myo Min Phyo steht seit mindestens 2018 bei Sagaing United unter Vertrag. Der Verein aus Monywa spielte in der höchsten myanmarischen Liga, der Myanmar National League. Bisher absolvierte er 36 Erstligaspiele und schoss dabei fünf Tore.